# Матью-Таун
Матью-Таун (англ. Matthew Town) — единственный населённый пункт на острове Большой Инагуа, в составе Содружества Багамских Островов. Расположен на его юго-западном побережье. Основан в 1844—1849 годах в период нахождения у власти на Багамских островах губернатора Джорджа Мэтью, в честь которого и назван. На территории города расположен ряд зданий, возведённых в XIX веке, а также маяк (англ. Great Inagua Lighthouse).
Бо́льшая часть населения района Инагуа (около 1000 человек) проживает в Мэтью-Тауне и состоит на службе в соляной компании Morton Salt.